# Championnat scandinave des voitures de tourisme

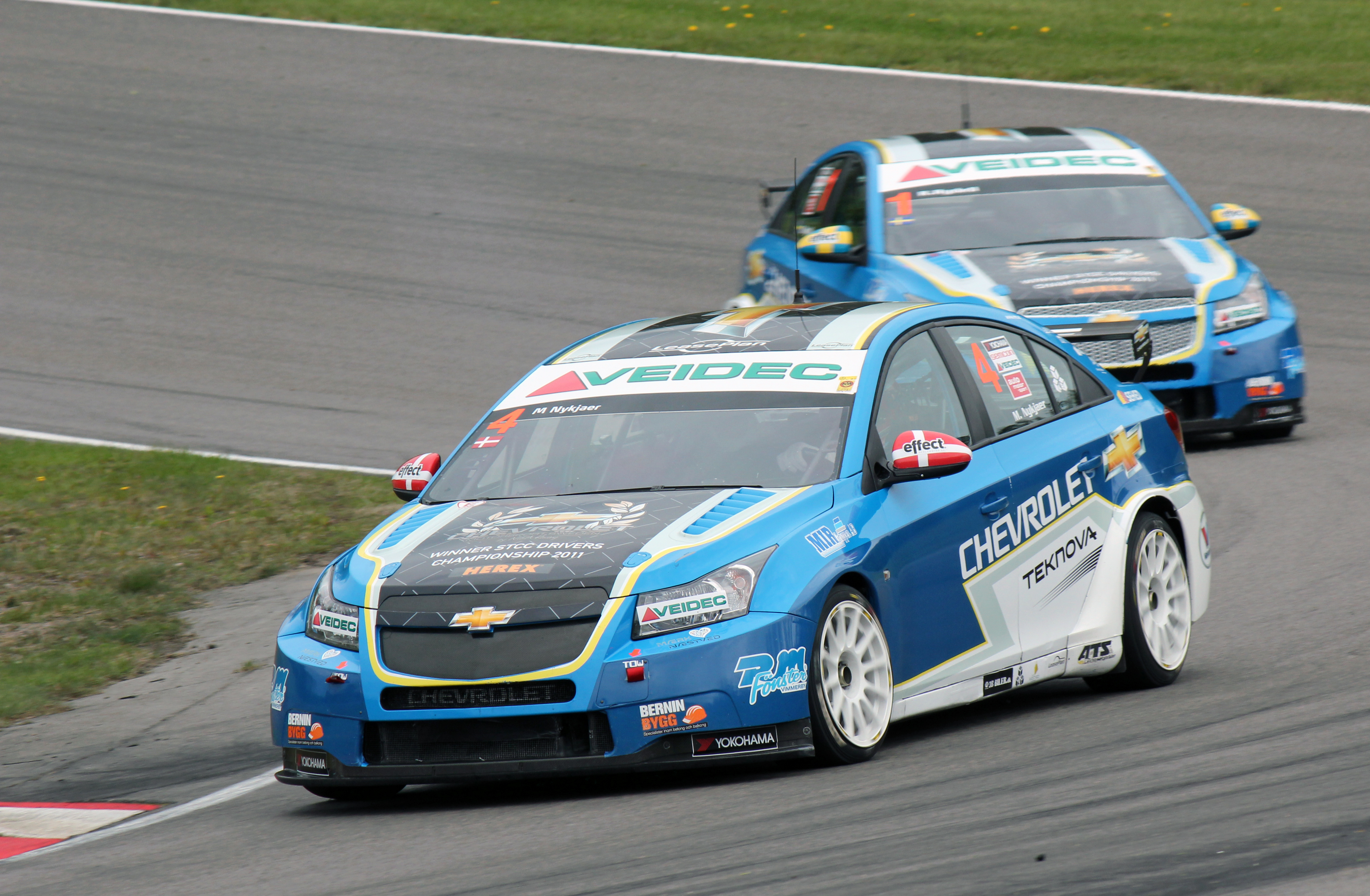
Michel Nykjær sur Appel Knutstorp dans le Championnat scandinave des voitures de tourisme en 2012.

Le Championnat scandinave des voitures de tourisme ou Scandinavian Touring Car Championship (en abrégé le STCC) est une série de courses de Voitures de tourisme en Scandinavie.
La première saison du STCC a eu lieu en 2011, lorsque la série a fusionné avec le Championnat danois des voitures de tourisme et le Championnat suédois des voitures de tourisme.
Jusqu'à la saison 2009, il y avait eu une diminution problématique dans le nombre de participants au Championnat danois des voitures de tourisme, les pilotes danois ayant des difficultés à trouver des sponsors.

## Histoire

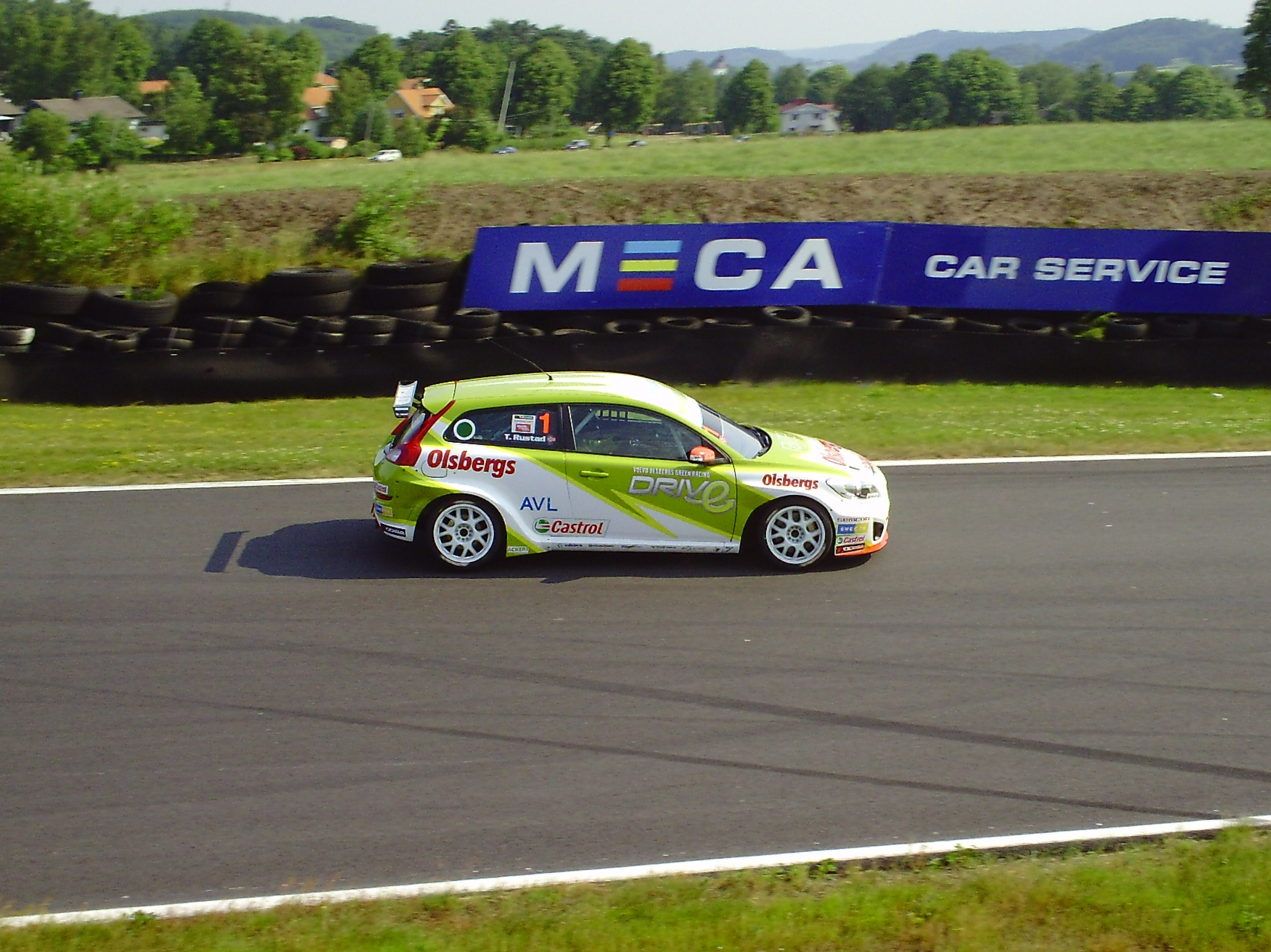
Tommy Rustad du team Polestar Racing sur Volvo C30.

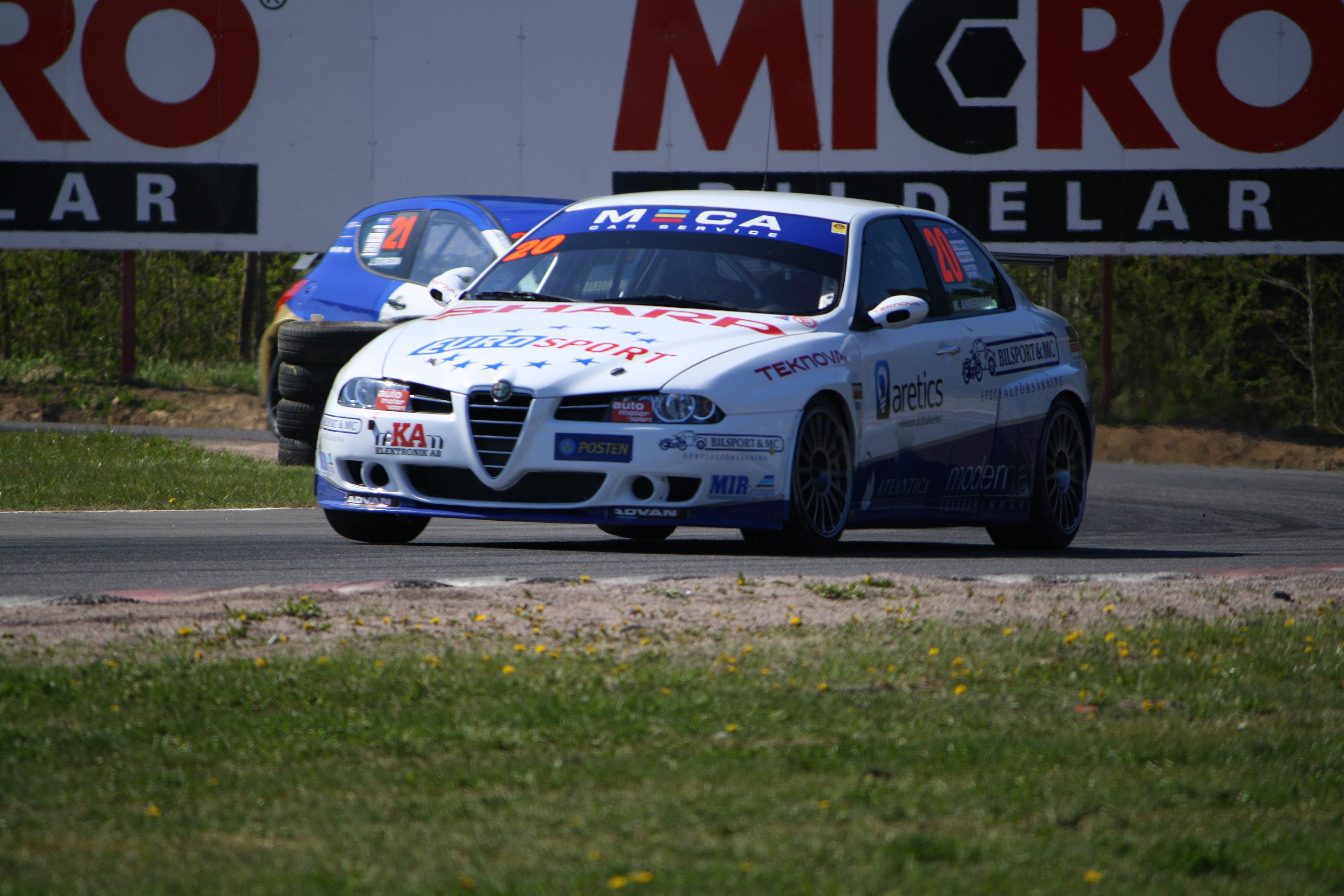
Mattias Andersson sur Alfa 156 dans le Mantorp en 2009

Dans la saison 2010, le Championnat danois des voitures de tourisme et le Championnat suédois des voitures de tourisme ont couru quatre week-ends de course ensemble (Jyllandsringen (x2), Göteborg City Race et Appel Knutstorp). Ce mini-championnat s'est appelé Scandinavian Touring Car Cup.

En 2011, le Championnat scandinave des voitures de tourisme organise sa première saison. Dans la première course de la saison à Jyllandsringen participe Jason Watt, le seul pilote danois sur une SEAT León. Michel Nykjær et Casper Elgaard participent à quelques courses durant la saison. du fait de la crise financière, il est presque impossible pour un pilote de course danois de participer à la saison 2011, où sur 14 pilotes de voiture de course pour la saison complète, aucun d'entre eux n'est danois. Sur 11 équipes participant à ce championnat, 9 sont suédoises pour seulement 2 danoises.
Pendant la saison WTCC 2011, le pilote Gabriele Tarquini remplace James Thompson du team Polestar Racing sur les courses  de Jyllandsringen et Appel Knutstorp.
En 2012, la Next Generation Touring Car (NGTC) a été introduite. Les écuries Polestar Racing, Flash Engineering et West Coast Racing se sont opposées à la réglementation NGTC et avec beaucoup d'autres écuries, ils ont quitté la série. Ils participent à la place dans la nouvelle voiture de sport suédois série TTA. Il y a 10 écuries participant à ce championnat cette année, tous suédoises, et un seul pilote danois : Michel Nykjær.

## Règlement
Les voitures sont construites selon les règles Super 2000 utilisées dans le FIA WTCC. 
Système de Points:
| Position | 1er | 2e | 3e | 4e | 5e | 6e | 7e | 8e | 9e | 10e |
| Points   | 25  | 18 | 15 | 12 | 10 | 8  | 6  | 4  | 2  | 1   |
| -------- | --- | -- | -- | -- | -- | -- | -- | -- | -- | --- |

Qualification et courses

Chaque week-end de course comprend ce qui suit :
- Qualification : Tout d'abord, une séance d'essais qualificative de 20 minutes ouverte à tous les pilotes est réalisée. Les huit pilotes les plus rapides de la séance de 20 minutes continuent à courir pour le classement de la Super Pole. À partir du 9e temps de qualification, la position correspond à la position pour la première course. La grille pour la deuxième course est inversée suivant les résultats des huit premiers de la première course. Les voitures se trouvant derrière les huit premiers meilleurs temps de qualifications dans la première course ont terminé.
- Super Pole : La Super Pole est un sprint d'un tour couru par les huit premières positions des temps des qualifications. Le pilote avec le 8e temps des qualifications est le premier à exécuter un tour de Super Pole. Chacun des sept pilotes restants gère leur tour de Super Pole plus ou moins rapidement. En fin de compte, le pilote avec le meilleur tour de Super Pole commence la course depuis la pole position.
- Course : Il y a deux courses en un week-end de course et chaque course dure environ 20 minutes. Toutes les courses commencent par un départ lancé.

## Champions
| Saison | Nom de la série                               | Pilote               | Voiture                 | Équipe championne             |
| ------ | --------------------------------------------- | -------------------- | ----------------------- | ----------------------------- |
| 2010   | Scandinavian Touring Car Cup                  | Robert Dahlgren      | Volvo C30               | Polestar Racing               |
| 2011   | Scandinavian Touring Car Championship         | Rickard Rydell       | Chevrolet Cruze         | Chevrolet Motorsport Sweden   |
| 2012   | Scandinavian Touring Car Championship         | Johan Kristoffersson | Volkswagen Scirocco     | Volkswagen Team Biogas        |
| 2013   | STCC – Racing Elite League                    | Thed Björk           | Volvo S60 TTA           | Volvo Polestar Racing         |
| 2014   | Scandinavian Touring Car Championship         | Thed Björk           | Volvo S60 TTA           | Volvo Polestar Racing         |
| 2015   | Scandinavian Touring Car Championship         | Thed Björk           | Volvo S60 TTA           | Volvo Cyan Racing             |
| 2016   | Scandinavian Touring Car Championship         | Richard Göransson    | Volvo S60 TTA           | Polestar Cyan Racing          |
| 2017   | TCR Scandinavia Touring Car Championship      | Robert Dahlgren      | SEAT León TCR           | Volkswagen Dealer Team Sweden |
| 2018   | TCR Scandinavia Touring Car Championship      | Johan Kristoffersson | Volkswagen Golf GTI TCR | SEAT Dealer Team              |
| 2019   | TCR Scandinavia Touring Car Championship      | Robert Dahlgren      | CUPRA León TCR          | Brink Motorsport              |
| 2020   | STCC TCR Scandinavia Touring Car Championship | Robert Huff          | Volkswagen Golf GTI TCR | Lestrup Racing Team           |

## Source
- (en) Cet article est partiellement ou en totalité issu de l’article de Wikipédia en anglais intitulé « Scandinavian Touring Car Championship » (voir la liste des auteurs).